# Foulenay
Foulenay é uma comuna francesa na região administrativa de Borgonha-Franco-Condado, no departamento de Jura. Estende-se por uma área de 4,16 km². Em 2010 a comuna tinha 82 habitantes (densidade: 19,7 hab./km²).